# Ståhl Collection
Ståhl Collection är en svensk privatägd konsthall för samtida konst vid Garvaregatan i Norrköping, som visar konst ur en konstsamling som ägs av fastighetsföretagaren Mikael Ståhl.
Ståhl Collection finns i den tidigare Nyborgs Yllefabriks lokaler vid Motala ström, på en yta av 1 900 kvadratmeter i två våningsplan. De första fabriksbyggnaderna uppfördes 1905–1907 och ritades av Werner Northun. Industriverksamheten lades ned 1957. Ståhl Collections konsthall öppnade i oktober 2020.
Samlingen består huvudsakligen av måleri och skulptur från slutet av 1950-talet fram till idag. Mikael Ståhl har byggt upp sin samling sedan 1982.